# Championnat de Chypre de football
Le championnat de Chypre de football, ou  Championnat Panchypriote Cyta est une compétition sportive créée en 1934.
Le championnat se déroule en 2 phases. À la fin du championnat régulier, les 6 premières équipes s'affrontent dans un mini-championnat (Championship round), de même que les 8 équipes suivantes classées entre la 7e et la 14e place (Relegation round). Les trois équipes qui terminent le tour de relégation aux trois dernières places sont reléguées en 2e division.

## Palmarès
| Saison  | Champion                      |
| ------- | ----------------------------- |
| 1934-35 | Trast AC (1)                  |
| 1935-36 | APOEL Nicosie (1)             |
| 1936-37 | APOEL Nicosie (2)             |
| 1937-38 | APOEL Nicosie (3)             |
| 1938-39 | APOEL Nicosie (4)             |
| 1939-40 | APOEL Nicosie (5)             |
| 1940-41 | AEL Limassol (1)              |
| 1941-42 | Pas de championnat            |
| 1942-43 | Pas de championnat            |
| 1943-44 | Pas de championnat            |
| 1944-45 | EPA Larnaca (1)               |
| 1945-46 | EPA Larnaca (2)               |
| 1946-47 | APOEL Nicosie (6)             |
| 1947-48 | APOEL Nicosie (7)             |
| 1948-49 | APOEL Nicosie (8)             |
| 1949-50 | Anorthosis Famagouste FC (1)  |
| 1950-51 | Çetinkaya Türk SK (1)         |
| 1951-52 | APOEL Nicosie (9)             |
| 1952-53 | AEL Limassol (2)              |
| 1953-54 | Pezoporikos Larnaca (1)       |
| 1954-55 | AEL Limassol (3)              |
| 1955-56 | AEL Limassol (4)              |
| 1956-57 | Anorthosis Famagouste FC (2)  |
| 1957-58 | Anorthosis Famagouste FC (3)  |
| 1958-59 | Pas de championnat            |
| 1959-60 | Anorthosis Famagouste FC (4)  |
| 1960-61 | Omónia Nicosie (1)            |
| 1961-62 | Anorthosis Famagouste FC (5)  |
| 1962-63 | Anorthosis Famagouste FC (6)  |
| 1963-64 | Championnat abandonné         |
| 1964-65 | APOEL Nicosie (10)            |
| 1965-66 | Omónia Nicosie (2)            |
| 1966-67 | Olympiakos Nicosie (1)        |
| 1967-68 | AEL Limassol (5)              |
| 1968-69 | Olympiakos Nicosie (2)        |
| 1969-70 | EPA Larnaca (3)               |
| 1970-71 | Olympiakos Nicosie (3)        |
| 1971-72 | Omónia Nicosie (3)            |
| 1972-73 | APOEL Nicosie (11)            |
| 1973-74 | Omónia Nicosie (4)            |
| 1974-75 | Omónia Nicosie (5)            |
| 1975-76 | Omónia Nicosie (6)            |
| 1976-77 | Omónia Nicosie (7)            |
| 1977-78 | Omónia Nicosie (8)            |
| 1978-79 | Omónia Nicosie (9)            |
| 1979-80 | APOEL Nicosie (12)            |
| 1980-81 | Omónia Nicosie (10)           |
| 1981-82 | Omónia Nicosie (11)           |
| 1982-83 | Omónia Nicosie (12)           |
| 1983-84 | Omónia Nicosie (13)           |
| 1984-85 | Omónia Nicosie (14)           |
| 1985-86 | APOEL Nicosie (13)            |
| 1986-87 | Omónia Nicosie (15)           |
| 1987-88 | Pezoporikos Larnaca (2)       |
| 1988-89 | Omónia Nicosie (16)           |
| 1989-90 | APOEL Nicosie (14)            |
| 1990-91 | Apollon Limassol (1)          |
| 1991-92 | APOEL Nicosie (15)            |
| 1992-93 | Omónia Nicosie (17)           |
| 1993-94 | Apollon Limassol (2)          |
| 1994-95 | Anorthosis Famagouste FC (7)  |
| 1995-96 | APOEL Nicosie (16)            |
| 1996-97 | Anorthosis Famagouste FC (8)  |
| 1997-98 | Anorthosis Famagouste FC (9)  |
| 1998-99 | Anorthosis Famagouste FC (10) |
| 1999-00 | Anorthosis Famagouste FC (11) |
| 2000-01 | Omónia Nicosie (18)           |
| 2001-02 | APOEL Nicosie (17)            |
| 2002-03 | Omónia Nicosie (19)           |
| 2003-04 | APOEL Nicosie (18)            |
| 2004-05 | Anorthosis Famagouste FC (12) |
| 2005-06 | Apollon Limassol (3)          |
| 2006-07 | APOEL Nicosie (19)            |
| 2007-08 | Anorthosis Famagouste FC (13) |
| 2008-09 | APOEL Nicosie (20)            |
| 2009-10 | Omónia Nicosie (20)           |
| 2010-11 | APOEL Nicosie (21)            |
| 2011-12 | AEL Limassol (6)              |
| 2012-13 | APOEL Nicosie (22)            |
| 2013-14 | APOEL Nicosie (23)            |
| 2014-15 | APOEL Nicosie (24)            |
| 2015-16 | APOEL Nicosie (25)            |
| 2016-17 | APOEL Nicosie (26)            |
| 2017-18 | APOEL Nicosie (27)            |
| 2018-19 | APOEL Nicosie (28)            |
| 2019-20 | Championnat abandonné         |
| 2020-21 | Omónia Nicosie (21)           |
| 2021-22 | Apollon Limassol (4)          |
| 2022-23 | Aris Limassol (1)             |
| 2023-24 | APOEL Nicosie (29)            |
| 2024-25 | Paphos FC (1)                 |

## Bilan
| Clubs                 | Titres | Années |
| --------------------- | ------ | --- |
| APOEL Nicosie         | 29     | 1936, 1937, 1938, 1939, 1940, 1947, 1948, 1949, 1952, 1965, 1973, 1980, 1986, 1990, 1992, 1996, 2002, 2004, 2007, 2009, 2011, 2013, 2014, 2015, 2016, 2017, 2018, 2019, 2024 |
| Omónia Nicosie        | 21     | 1961, 1966, 1972, 1974, 1975, 1976, 1977, 1978, 1979, 1981, 1982, 1983, 1984, 1985, 1987, 1989, 1993, 2001, 2003, 2010, 2021                                                 |
| Anorthosis Famagouste | 13     | 1950, 1957, 1958, 1960, 1962, 1963, 1995, 1997, 1998, 1999, 2000, 2005, 2008                                                                                                 |
| AEL Limassol          | 6      | 1941, 1953, 1955, 1956, 1968, 2012 |
| Apollon Limassol      | 4      | 1991, 1994, 2006, 2022 |
| Olympiakos Nicosie    | 3      | 1967, 1969, 1971 |
| EPA Larnaca           | 3      | 1945, 1946, 1970 |
| Pezoporikos Larnaca   | 2      | 1954, 1988 |
| Trast AC              | 1      | 1935 |
| Çetinkaya Türk SK     | 1      | 1951 |
| Aris Limassol         | 1      | 2023 |
| Paphos FC             | 1      | 2025 |

## Compétitions européennes

### Classement du championnat
Le tableau ci-dessous récapitule le classement de Chypre au coefficient UEFA depuis 1960. Ce coefficient par nation est utilisé pour attribuer à chaque pays un nombre de places pour les compétitions européennes ainsi que les tours auxquels les clubs doivent entrer dans la compétition.
| 1964 | 1965 | 1966 | 1967 | 1968 | 1969 | 1970 | 1971 | 1972 | 1973 | 1974 | 1975 | 1976 | 1977 | 1978 | 1979 | 1980 | 1981 | 1982 | 1983 | 1984 | 1985 | 1986 | 1987 | 1988 | 1989 | 1990 | 1991 | 1992 | 1993 | 1994 |
| ---- | ---- | ---- | ---- | ---- | ---- | ---- | ---- | ---- | ---- | ---- | ---- | ---- | ---- | ---- | ---- | ---- | ---- | ---- | ---- | ---- | ---- | ---- | ---- | ---- | ---- | ---- | ---- | ---- | ---- | ---- |
| 29   | 30   | 31   | 31   | 31   | 33   | 33   | 33   | 33   | 33   | 33   | 32   | 32   | 29   | 29   | 29   | 27   | 27   | 29   | 28   | 29   | 30   | 27   | 27   | 28   | 29   | 27   | 28   | 29   | 30   | 27   |
| 1995 | 1996 | 1997 | 1998 | 1999 | 2000 | 2001 | 2002 | 2003 | 2004 | 2005 | 2006 | 2007 | 2008 | 2009 | 2010 | 2011 | 2012 | 2013 | 2014 | 2015 | 2016 | 2017 | 2018 | 2019 | 2020 | 2021 | 2022 | 2023 | 2024 | 2025 |
| 23   | 24   | 23   | 25   | 25   | 27   | 29   | 29   | 28   | 29   | 29   | 28   | 27   | 28   | 23   | 21   | 20   | 16   | 14   | 18   | 18   | 19   | 24   | 19   | 18   | 16   | 15   | 21   | 22   | 23   | 19   |

Le tableau suivant affiche le coefficient actuel du championnat chypriote.
| Rang | Pays    | 2020-2021 | 2021-2022 | 2022-2023 | 2023-2024 | 2024-2025 | Coefficient |
| ---- | ------- | --------- | --------- | --------- | --------- | --------- | ----------- |
| 17   | Suisse  | 5,125     | 7,750     | 8,500     | 5,200     | 7,050     | 33,625      |
| 18   | Israël  | 7,000     | 6,750     | 6,250     | 8,750     | 2,875     | 31,625      |
| 19   | Chypre  | 4,000     | 4,125     | 5,100     | 3,750     | 10,562    | 27,537      |
| 20   | Suède   | 2,500     | 5,125     | 6,250     | 1,875     | 11,375    | 27,125      |
| 21   | Croatie | 5,900     | 6,000     | 3,375     | 5,875     | 5,875     | 27,025      |

### Coefficient UEFA des clubs
| Rang | Club                  | 2020-2021 | 2021-2022 | 2022-2023 | 2023-2024 | 2024-2025 | Coefficient |
| ---- | --------------------- | --------- | --------- | --------- | --------- | --------- | ----------- |
| 101  | Omónia Nicosie        | 3,000     | 4,000     | 3,000     | 2,000     | 5,375     | 17,375      |
| 107  | APOEL Nicosie         | 2,500     | -         | 2,500     | 2,500     | 9,750     | 17,250      |
| 144  | Paphos FC             | -         | -         | -         | -         | 11,125    | 11,125      |
| 180  | Apollon Limassol      | 2,000     | 1,500     | 5,000     | -         | -         | 8,500       |
| 199  | AEK Larnaca           | -         | -         | 4,000     | 2,000     | 1,500     | 7,500       |
| 226  | Anórthosis Famagouste | 2,000     | 5,000     | -         | -         | -         | 7,000       |